# Chiesa di Sant'Agostino (Atri)
La chiesa di Sant'Agostino ad Atri è una chiesa non sconsacrata e uno dei principali monumenti della città. Si trova all'imbocco del centralissimo Corso Elio Adriano ed è monumento nazionale dal 1902..

## Storia
La chiesa fu costruita tra il XIII e XIV secolo da maestranze abruzzesi e dedicata quindi a Sant'Agostino, vescovo di Ippona. Nel 1363 fu ricostruita e dedicata ai santi Giacomo Maggiore e Caterina d'Alessandria, anche se nel XVII secolo è documentata la sola intitolazione a Santa Caterina. Durante la ricostruzione trecentesca fu costruito, dove si trovavano le logge del Giudice Civile, il convento degli Agostiniani Calzati. Tra il '400 e il '600 la chiesa si arricchì di pregevoli opere d'arte: una ristrutturazione, avvenuta nel XV secolo, portò a dare alla chiesa un certo aspetto rinascimentale; durante il Rinascimento si dotò del cornicione, del portale, del campanile e di alcuni affreschi, mentre nel periodo barocco furono eretti i 4 altari, più aggiunte alcune argenterie negli armadi di sagrestia. Fu proprio durante i lavori seicenteschi che vennero abbattute le navate laterali, riducendo la chiesa ad una sola aula e determinando l'apertura, sulla sinistra, dell'attuale Via Sant'Agostino. Il convento degli Agostiniani fu soppresso nel 1809 e subito dopo sorse, per la cura della chiesa, la Confraternita dei Cinturati, che a metà Ottocento riportò il luogo di culto all'intitolazione originaria.
Dal 1954 al 1964, essendo il Duomo di Atri chiuso per restauri, le funzioni parrocchiali furono assegnate a questa chiesa che divenne così molto cara agli atriani. Anche dopo che il Duomo riaprì, questa chiesa rimase tra le più frequentate dai fedeli, ma negli anni settanta fu sconsacrata per volere del Vescovo: l'ultima messa che vi si celebrò fu nel 1969, durante un matrimonio.
Viste le sue condizioni non certo ottime, negli anni ottanta fu restaurata completamente e i battenti lignei del portone, ormai usurati, e sostituiti con altri uguali anch'essi lignei. Dopo questo restauro, la chiesa divenne un Auditorium, luogo per mostre, convegni e presentazioni. Dopo questo restauro, per meglio adeguare la chiesa a queste funzioni, furono tolte tutte le statue dagli altari e le argenterie dalla sagrestia, esponendole nel Museo Capitolare di Atri. Altri due restauri, uno nel 1994, l'altro nel 2004, sono stati effettuati rispettivamente per ripulire dallo sporco l'affresco di Andrea De Litio all'interno e del portale all'esterno.
Il recente terremoto dell'Aquila del 2009 non ha provocato nessun danno.
Per quanto riguarda l'edificio conventuale, basso e caratterizzato da un portico (come testimonia una rara e antica foto), fu abbattuto nel 1882 per lasciare posto al cosiddetto Palazzo Illuminati, che ospitò inizialmente il Municipio e il carcere, poi dal 1917 il Liceo Classico Luigi Illuminati; dal 2002 vi trova sede una sezione distaccata del Tribunale di Teramo. A ricordo dell'antico edificio, Palazzo Illuminati fu costruito anch'esso porticato.

## Descrizione

### Esterno

#### Facciata

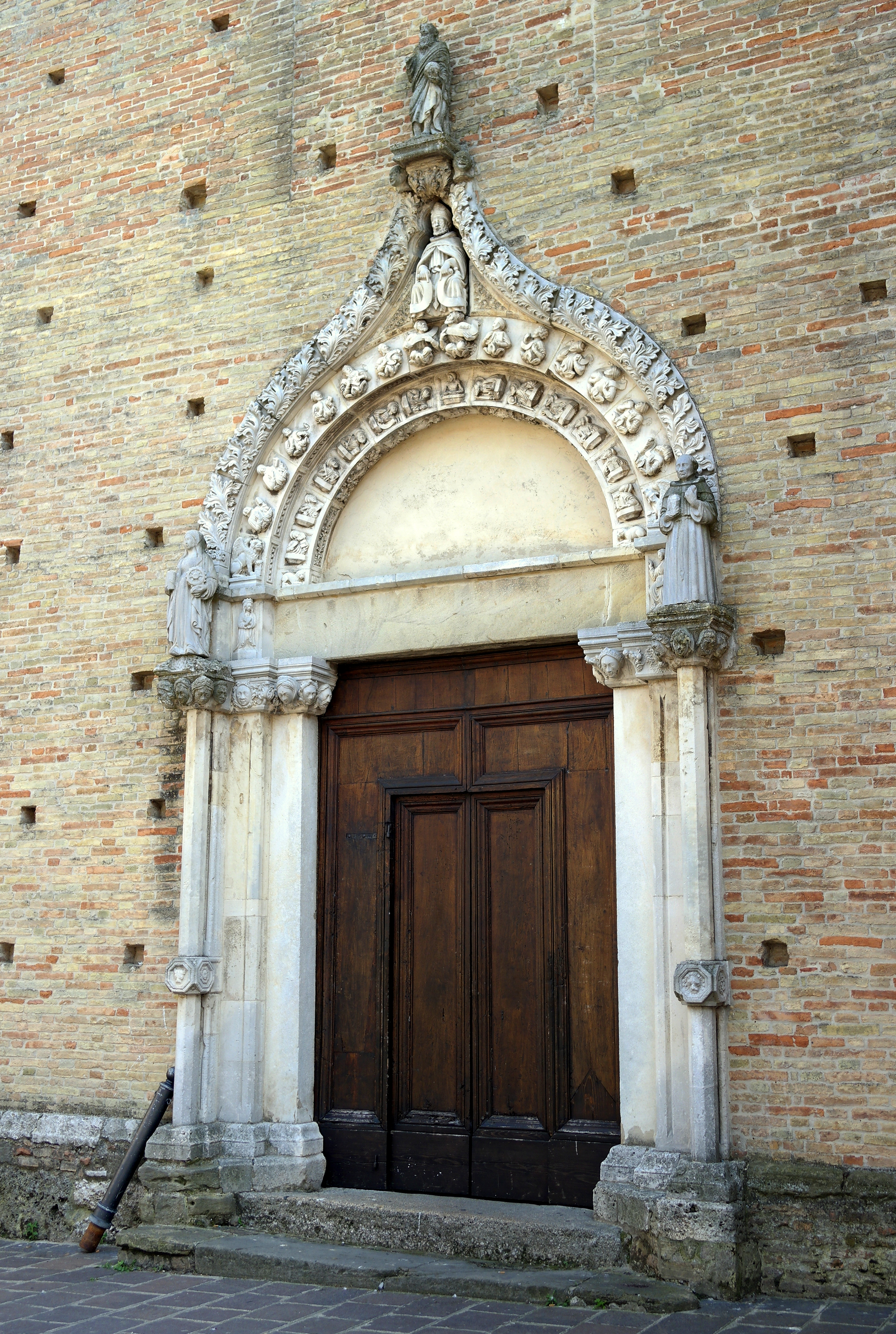
Il portale

La facciata è tutta in laterizio e leggermente arretrata rispetto al Corso; è addossata al fianco sinistro del Tribunale (Palazzo Illuminati).
Nella parte alta si trova il cornicione rinascimentale, formato da tante nicchiette a forma di conchiglia. Più in basso, nella parte centrale, si trova un finestrone aperto molto probabilmente nel XVIII secolo, ma poi chiuso: si notano ancora i contorni. Quindi, raggiungibile tramite due scalini, vi è lo splendido portale tardo gotico, di Matteo da Napoli.

##### Il portale
Nel 1420, su commissione del duca di Atri (Pier Bonifacio Acquaviva) o del Vescovo (Delfino Nanni Gozzadini), Matteo Capro detto Matteo da Napoli fu incaricato di eseguire il portone principale della chiesa di Sant'Agostino.
Di Matteo si sa poco: scultore, era originario della zona di Napoli (secondo alcuni di Capri), e poco prima del 1410 partì dalla Campania per percorrere a ritroso il Regno fino ad Amatrice.
Ad Atri si trovò quindi di passaggio, e all'epoca doveva essere uno dei principali scultori napoletani per aver ricevuto subito una commissione così importante. Il portale, di squisita fattura tardo gotica con influssi dell'arte spagnola (viene considerato la maggiore espressione della scultura tardo gotica in Abruzzo), ha un arco cigliato dalla forma abbastanza curiosa (decorato con motivi vegetali), con una terminazione a punta e in cima l'Eterno Padre benedicente.

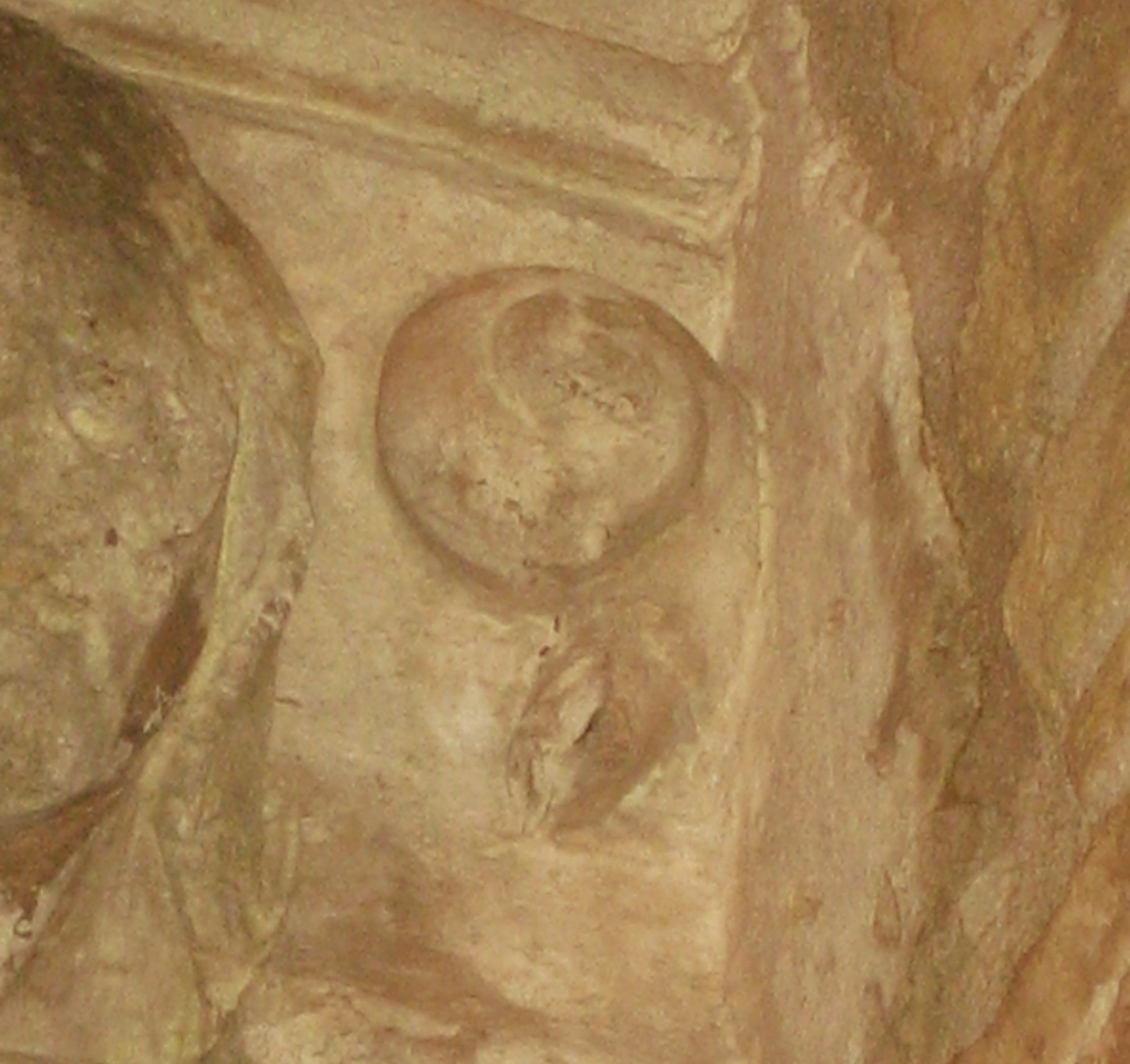
Il particolare della lumaca.

Sotto questa scultura, la figura di Sant'Agostino seduto con in mano un cartiglio, quindi un arco cigliato con le figure di alcuni monaci agostiniani; quindi più in basso un archivolto con scolpite al centro un Cristo in pietà e ai lati i dodici Apostoli e i simboli degli Evangelisti.
Al centro la lunetta e sotto una striscia in pietra con scolpite ai lati le figure dell'Annunziata e dell'angelo nunziante. Ai lati dei battenti, 6 colonne (3 per lato) con i capitelli fastosamente decorati con volti umani sorridenti; da notare, nel capitello della prima colonna destra, la presenza un po' nascosta di una lumaca, particolare scultoreo che fu inserito da Matteo a ricordo del soprannome affibbiatogli dagli atriani: ciammaica, che nel dialetto locale vuol dire appunto 'lumaca', perché lo scultore era lento nei lavori e nel contempo faceva la spola tra Atri, Cellino Attanasio e Isola del Gran Sasso per le varie commissioni, e ciò ritardava appunto l'ultimazione.
In cima ai capitelli delle prime due colonne si trovano due sculture raffiguranti Santa Caterina d'Alessandria e un santo monaco agostiniano.

#### Lato sinistro
Il lato sinistro, escluso l'abside, affaccia su Via Sant'Agostino. Il lato sinistro è tutto in laterizio e presenta alcune finestre e un ingresso laterale. Vi sono poi alcuni grandi archi e delle finestre tonde, oggi chiusi, che costituivano le campate e le finestre della navata sinistra, distrutta durante i lavori seicenteschi. Si può notare anche la presenza di un altro ingresso laterale, certamente aperto dopo l'abbattimento della navata, ma oggi esso è inservibile perché murato.

#### Abside
L'abside affaccia per metà su Via Sant'Agostino, l'altra metà è addossata (parte bassa) ad alcune case. L'abside presenta una finestra tonda e altre due rettangolari; attorno alla finestra tonda vi sono alcune ciotole maiolicate del XVI secolo, decorazione che si ripete anche nella parte alta dell'abside.

#### Lato destro
Il lato destro è quasi del tutto addossato al Palazzo del Tribunale, mentre la parte restante ad alcune case medievali, tranne una parte libera in cui si può ammirare una monofora gotica.

#### Il campanile

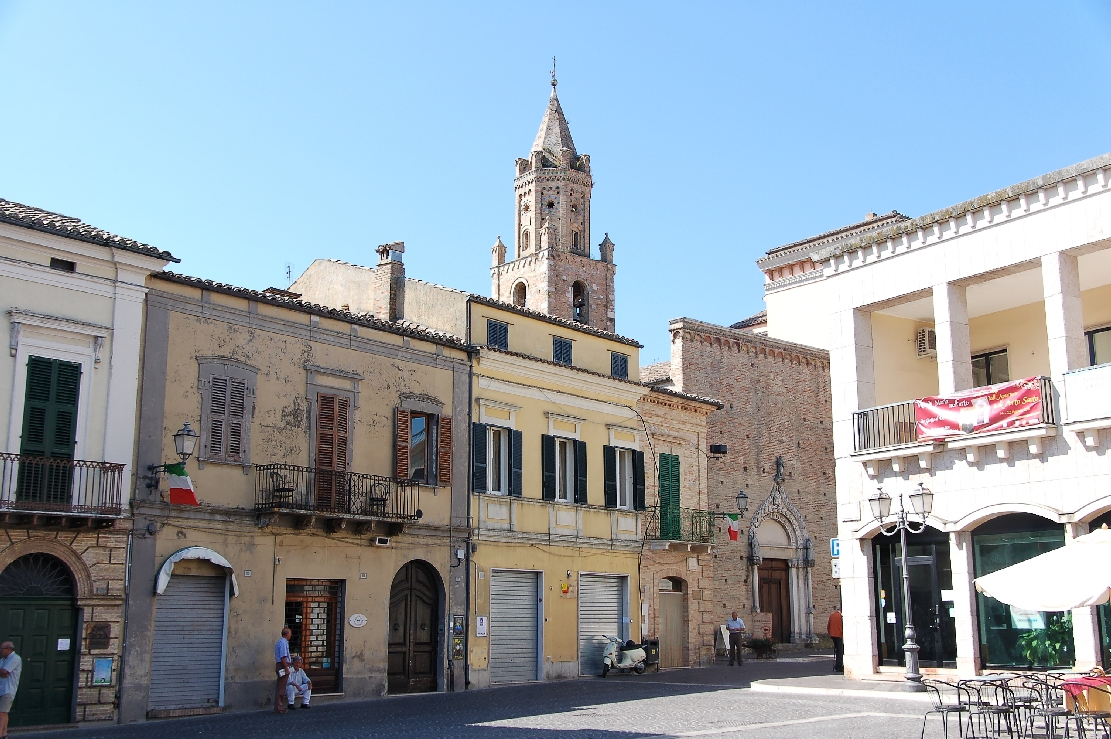
La chiesa di Sant'Agostino vista da Piazza Duomo.

Il campanile si trova sul lato destro della chiesa e definisce lo skyline cittadino. Fu costruita agli inizi del XVI secolo da Antonio da Lodi e dalla sua bottega, subito dopo la fine dei lavori della torre campanaria del duomo, quindi intorno al 1505. Si vede però che ci fu intervento più di artisti di bottega che del maestro stesso. Il campanile della chiesa di Sant'Agostino è una copia di quello del Duomo: è uguale in tutto, anche nelle decorazioni, tranne che nelle dimensioni, visto che è molto più basso (circa 20 metri). La cella campanaria conteneva 4 campane, ma oggi ne è rimasta solo una, piccola. Nonostante la chiesa sia sconsacrata, in cima al campanile è rimasta ancora la banderuola in bronzo con la croce in cima.

### Interno

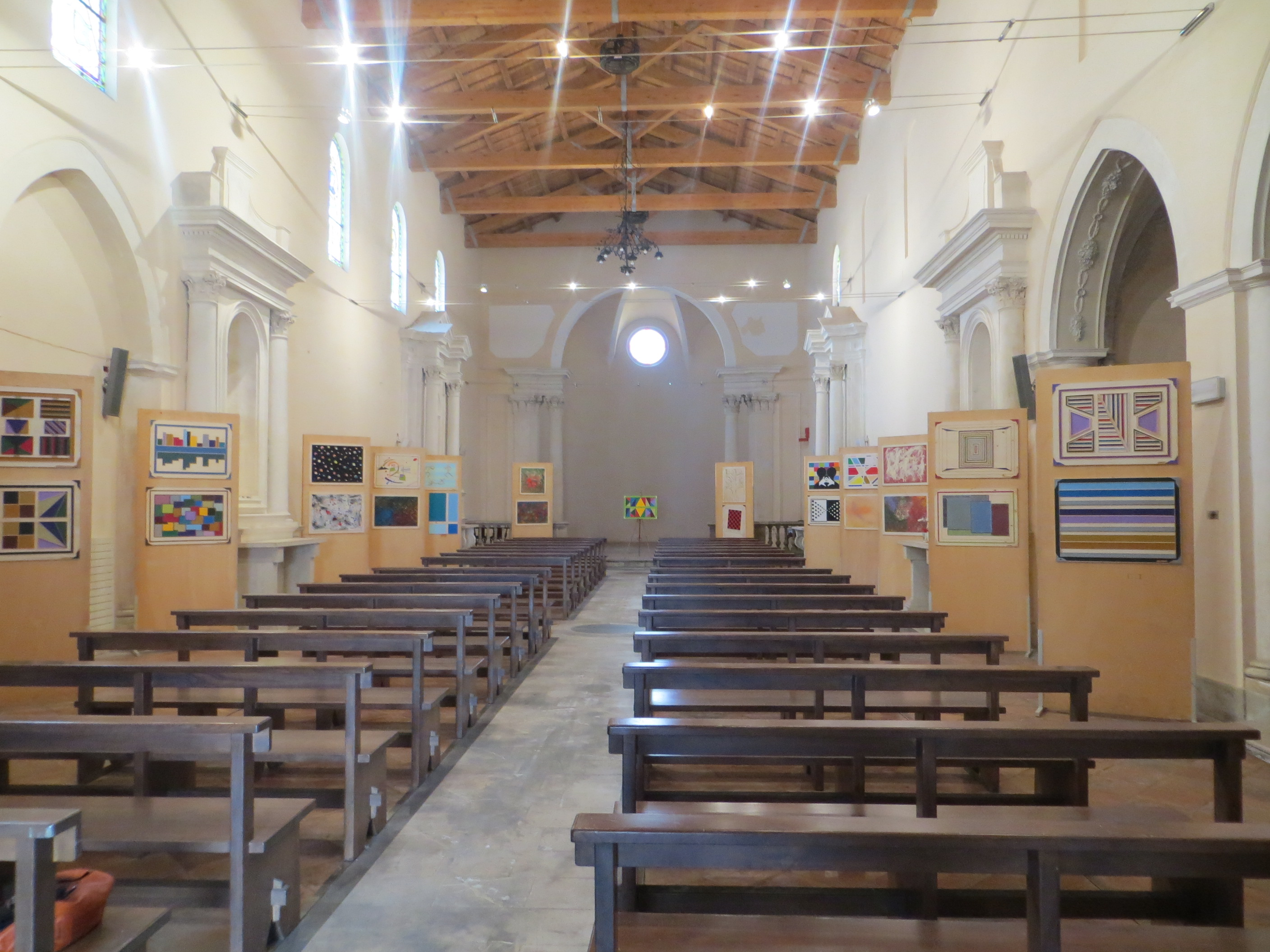
L'interno della chiesa allestito per una mostra

L'interno è ad una navata ed è frutto dei lavori avvenuti nel '600, anche se è rimasto qualcosa dei secoli precedenti.

#### Acquasantiere
Ai lati dell'ingresso, si trovano 2 acquasantiere del XVI secolo, con alcune decorazioni vegetali.

#### Cappella di San Massimo
Lungo il lato destro, chiusa da una bassa cancellata in ferro, si trova la cappella di San Massimo, che è stata ricavata nel XVII secolo da una porzione della distrutta navata destra. Inizialmente ospitò il tabernacolo con il SS. Sacramento, poi dal 1853 vi furono allocate le reliquie di San Massimo, che Papa Pio IX aveva concesso alla Congrega dei Cinturati (attualmente le reliquie sono al Museo Capitolare). Gli stucchi sono barocchi, mentre i lacerti di affreschi che affiorano sulle pareti sembrano essere del XIV secolo.

#### Gli altari
Nella chiesa sono presenti quattro altari, due per ogni lato. I quattro altari sono barocchi, del XVII secolo, e hanno simili decorazioni. Al centro hanno delle nicchie dove erano collocate delle statue in terracotta policroma del Rinascimento; nei due altari del lato sinistro erano collocate le statue di Santa Caterina d'Alessandria e San Giuseppe d'Arimatea, mentre nel secondo altare di destra vi era una Madonna adorante, nel primo altare di destra invece non vi era nulla.

#### LaMadonna delle Graziedi Andrea De Litio

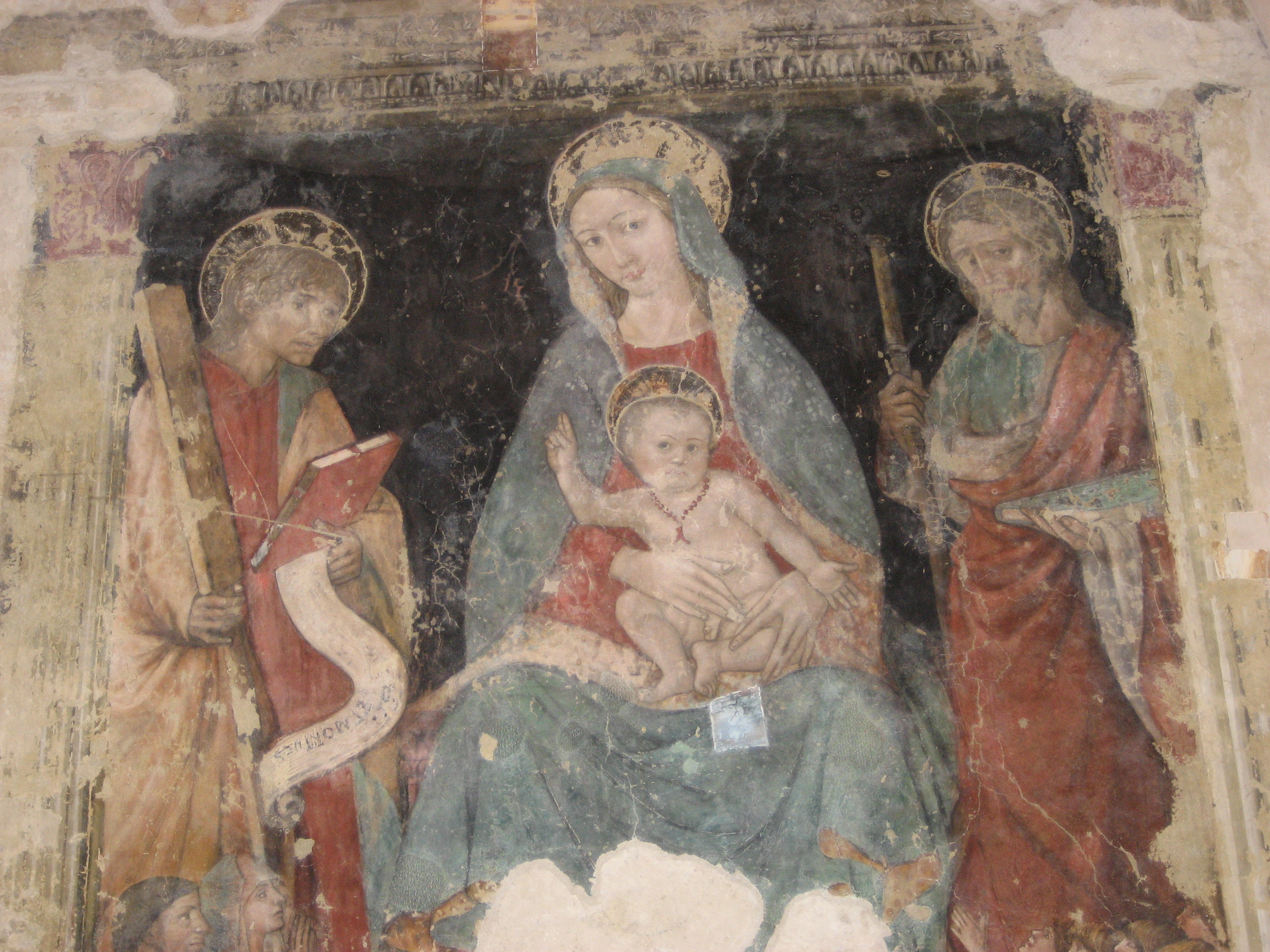
La Madonna delle Grazie di Andrea De Litio.

Nella controfacciata sinistra della chiesa, un po' appartata e nascosta alla vista dei turisti, vicina all'ingresso laterale, si trova un prezioso affresco rinascimentale (restaurato nel 1994) di Andrea De Litio: è la Madonna con Bambino tra i santi Giacomo Maggiore e Giovanni evangelista e devoti, più conosciuta come Madonna delle Grazie. L'opera fu commissionata dal duca di Atri, Giosia I Acquaviva (duca dal 1459 al 1462), che potrebbe essere identificato assieme alla moglie e ai figli tra i devoti.
La datazione dell'affresco deve essere quindi fissata durante gli anni di governo di Giosia I, non prima del 1460. Al centro si trova la Vergine, seduta, con i profondi occhi rivolti verso il fedele e accennante appena un sorriso. Seduto sulle ginocchia della Madre, che lo stringe a sé, c'è il Bambino Gesù, ignudo, che con la mano destra benedice mentre con la sinistra presenta alla Vergine i devoti; al collo porta una collana di corallo. A sinistra c'è San Giovanni evangelista, mentre a destra San Giacomo Maggiore, con i loro attributi.
Ai piedi dei santi, si trovano 5 devoti, raffigurati di dimensioni molto più piccole e con le mani giunte. Nei due a sinistra si possono riconoscere il duca Giosia I Acquaviva e la moglie, mentre i tre devoti di destra potrebbero essere i figli, tra cui Giulio Antonio, successore del padre.

#### Le vetrate
Lungo la navata vi sono alcune vetrate tonde, realizzate tra il 1969 e il 1970 dalla ditta Camper di Atri, poco prima che la chiesa fosse sconsacrata. Vi sono simboli cristiani ed eucarisitici, una raffigurazione dell'Ecce Homo, della Madonna Addolorata, di santa Caterina d'Alessandria, di san Giacomo Maggiore e di sant'Agostino d'Ippona. Anche nel presbiterio si trova una vetrata della ditta Camper, dello stesso periodo, tonda, raffigurante lo Spirito Santo. Sono presenti poi tre piccole vetrate più antiche: una, lungo la navata, del XIV secolo, le altre due nel presbiterio (XV secolo)

#### La balaustra e l'altare
Il presbiterio è leggermente rialzato e separato dal resto dalla navata tramite una balaustra di marmo della fine del XVIII secolo. In mezzo al presbiterio, al centro, si trova l'altare maggiore in marmo eseguito agli inizi del XX secolo.

#### La sagrestia
La sagrestia si raggiunge passando per una porticina lungo la navata, quasi sempre chiusa. La porticina immette in uno stretto e brevissimo corridoio che immette nella sagrestia vera e propria, una stanzetta in laterizio dove sono conservati due armadi lignei, un tempo contenenti le oreficerie e i paramenti sacri.

## Le statue

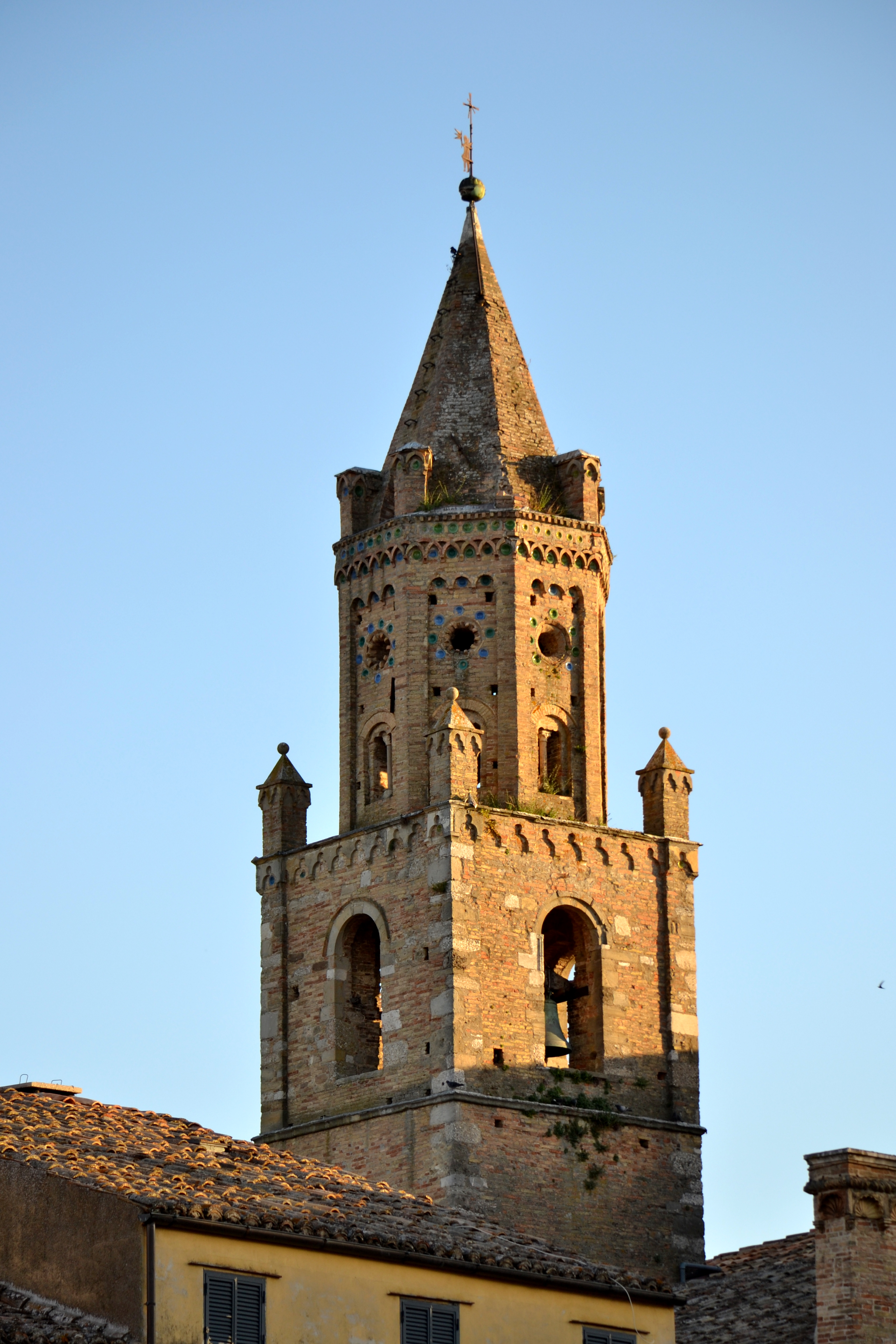
Campanile

Nella chiesa vi erano 5 statue, in terracotta policroma, tutte opera di un artista abruzzese e realizzate tra il XV e il XVI secolo.
Due erano collocate nei due altari di sinistra (Santa Caterina d'Alessandria e San Giuseppe), altre due (Madonna con Bambino e San Giacomo Maggiore) in quelli di destra, ma il San Giacomo era scomparso già alla fine del XIX secolo e della Vergine il Bambino era andato perduto.
Vi era infine un'altra statua, nel presbiterio, raffigurante Sant'Agostino, che era la meglio conservata di tutte e aveva i colori ancora brillanti.
Al momento della sconsacrazione, tutte le statue furono lasciate lì, ma misteriosamente scomparve il Sant'Agostino. Le altre tre statue rimaste, dopo il restauro degli anni ottanta, furono collocate nel Museo Capitolare di Atri, dove tuttora si trovano.

## Gli argenti e i paramenti sacri
Al contrario delle statue, che fu deciso di lasciare nella chiesa, i paramenti sacri e le varie argenterie utilizzate durante le messe (chiuse negli armadi di sagrestia), non essendo più utili, furono spostate e collocate al Museo Capitolare.
Ma si dovette attendere il restauro del 1994- 1995 perché paramenti e oreficerie, tutte impolverate, fossero ripulite e riportate all'antico splendore.
Tra le oreficerie figura l'ostensorio della Confraternita dei Cinturati che aveva sede in questa chiesa: opera di artisti napoletani e datata 1858, di squisito gusto neoclassico.